# Atmo
Atmo Media Network AB (Atmo) är ett svenskt oberoende produktionsbolag som gör film och tv. Bolaget grundades 1999 och ägs av Tarik Saleh, Kristina Åberg och Lars Rodvaldr. De är kända för att göra filmer som berättar nya och annorlunda historier och riktar sig både till svensk och internationell publik. 
Atmo har producerat flera prisbelönade filmer så som Ångrarna (2010), Apflickorna och The Nile Hilton Incident (2017).

## Filmografi
- Sacrificio - Vem förrådde Che Guevara? 2001
- Surplus 2003
- Gitmo: The new rules of war 2006
- Som en Pascha 2009
- Metropia 2009
- Videocracy 2009
- Ångrarna 2010
- Apflickorna 2011
- Tommy 2014
- The Nile Hilton Incident 2017
- Eld & Lågor 2019
- Boy from Heaven 2022

## Kortfilm
- Read My Lips 2001-
- The Voice 2004
- Mellan Rum 2005
- Ugly Bunny 2011
- Middag med familjen 2011

## TV-produktioner
- Om du var jag 2005
- Världens fest 2005
- Logga in 2008
- Made in Europe 2008
- Välkomna nästan allihopa 2009